# بیا باهم بمانیم
«بیا باهم بمانیم» (به انگلیسی: Let's Stay Together) تک‌آهنگی از ال گرین خواننده سبک سول و ریتم اند بلوز اهل آمریکا است که سال ۱۹۷۱ میلادی منتشر و سال ۱۹۷۲ در آلبومی به همین نام گنجانده شد. ضبط و تهیه‌کنندگی اثر را ویلی میچل برعهده داشت.
بیا باهم بمانیم در چارت ۱۰۰ آهنگ داغ بیلبورد صدرنشین شد و ۱۶ هفته در چارت باقی ماند.
این تک‌آهنگ از سوی مجله رولینگ استون به عنوان شصتمین آهنگ در فهرست «۵۰۰ ترانهٔ برتر تمامی دوران‌ها» برگزیده شد. همچنین در سال ۲۰۱۰ سازمان حفاظت ضبط ملی آمریکا آن را به فهرست ملی ضبط اصوات افزود.

## بازخوانی‌ها
خوانندگان پرشماری بیا باهم بمانیم را بازخوانی کرده‌اند که از میان آن‌ها می‌توان به اجراهای مارجی جوزف، ال جارئو، بیلی پل، روبرتا فلک و مایکل بولتون اشاره کرد، اما بازخوانی تینا ترنر بیش از همه مورد توجه قرار گرفت.

## فرهنگ عامه
از ترانهٔ «بیا باهم بمانیم» تاکنون در فیلم‌ها و سریال‌های متعددی استفاده شده که از مشهورترین آن‌ها می‌توان به پالپ فیکشن، پسرجهنمی، مونیخ، دختر جرسی و امید می‌روید اشاره کرد.